# Cronaca universale alessandrina

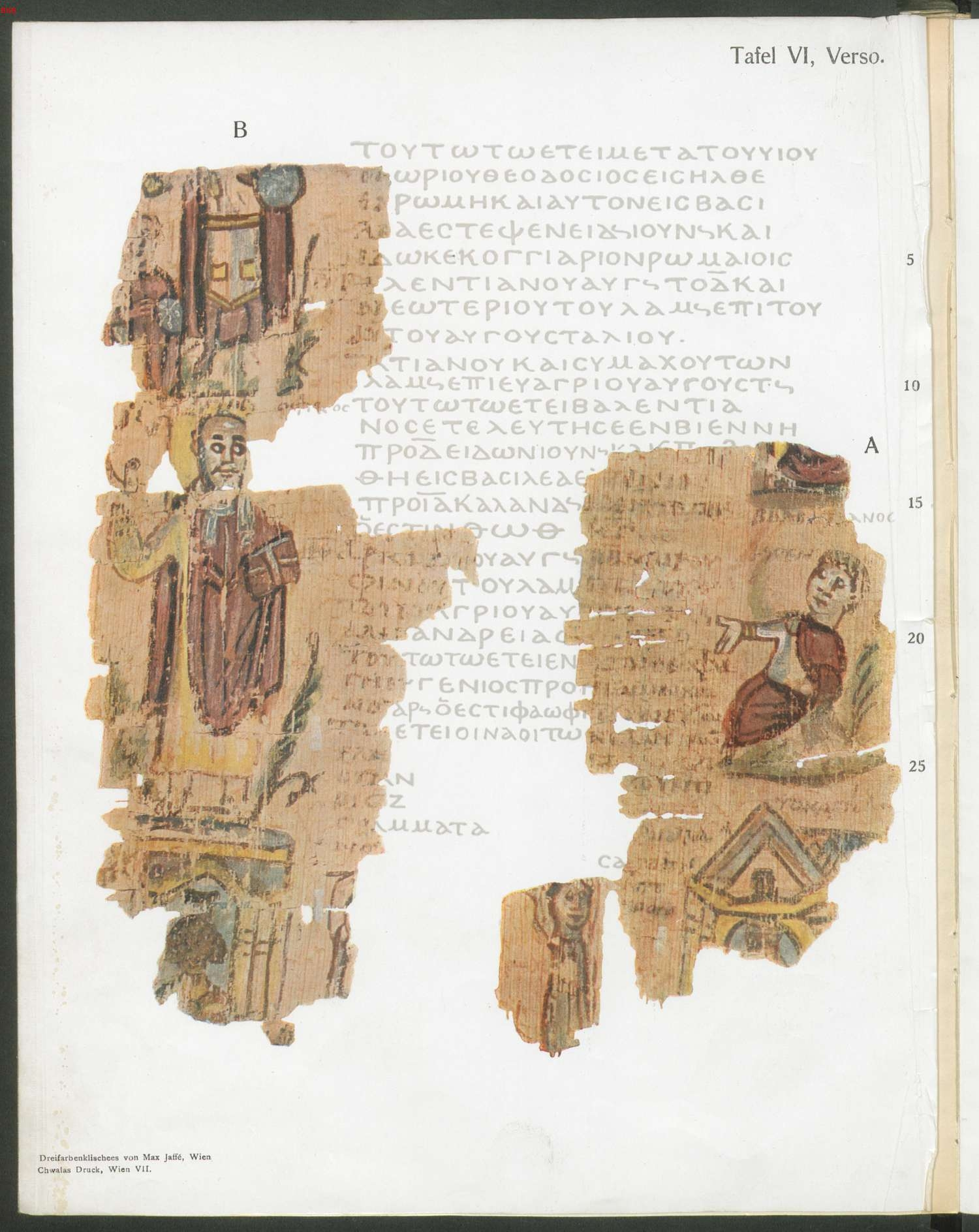
Tav. 6, verso - Cronaca del 389-392. In alto a sinistra: l'imperatore Teodosio con al fianco un piccolo Onorio. Al centro a sinistra: Teofilo con un vangelo in mano e un'aureola. In alto a destra: frammenti inferiori di una figura che rappresenta l'imperatore Valentiniano. Al centro a destra: l'imperatore Eugenio. In basso: due frammenti del Serapeo con in mezzo monaci che lanciano pietre.

La Cronaca universale alessandrina o Chronographia Golenischevensis è una cronaca greca anonima compilata ad Alessandria, che registra la storia dalla Creazione fino all'anno 392. La cronaca sopravvive nei frammenti di un papiro del VI secolo chiamato papiro di Golenischev, famoso per i suoi precoci esempi di miniatura.

## Papiro
Il papiro Golenischev (o Goleniščev) è un papiro miniato frammentario che funge da fonte primaria per le riproduzioni della Cronaca universale alessandrina. È stato datato a vari periodi tra il V e l'VIII secolo; attualmente si propende per una datazione al VI secolo. Si è ipotizzato che il papiro appartenesse a un mecenate molto ricco, a causa delle sue ricche illustrazioni. Prende il nome dall'egittologo russo Vladimir Golenishchev che lo ottenne prima del 1901 da un certo "sceicco Ali" a Giza.
Del papiro si conservano 80 frammenti di testo maiuscolo alessandrino, attualmente custoditi al Museo Puskin, con illustrazioni marginali raffiguranti - tra le altre figure - re romani, una mappa del Mediterraneo, profeti e personaggi dell'Antico Testamento e personificazioni dei mesi romani. Il frammento meglio conservato (tav. VI verso) raffigura papa Teofilo in cima al Serapeo ed è stato definito "un'immagine iconica [...] nella storia dell'Alessandria tardoantica"; il frammento è stato utilizzato dallo storico Johannes Hahn per datare la distruzione del Serapeo al 392, sebbene questa data sia stata criticata da Adolf Bauer, Richard W. Burgess e Jitse H.F. Dijkstra come poco autorevole.
Nel 1905 il testo greco della Cronaca fu pubblicato come Eine Alexandrinische Weltchronik, edito insieme da frammenti di papiro del papiro Golenischev di Josef Strzygowski e Adolf Bauer con lastre di vetro contenenti facsimili colorati dei frammenti miniati. I frammenti sono stati ottenuti da Vladimir Golenishchev e ricostruiti per formare immagini di come poteva essere il testo. Da allora i frammenti del papiro di Golenischev sono stati maltrattati e la loro qualità è notevolmente ridotta rispetto a quando Strzygowski e Bauer li riprodussero.

## Testo
Gli Excerpta Latina Barbari, una cronaca in lingua latina della fine dell'VIII secolo, sembrano essere in parte basati sulla Cronaca. Burgess e Dijkstra hanno ipotizzato che entrambi i testi siano basati su una fonte comune composta dalle Chronographiae di Giulio Africano del 221 e dal Liber generationis del 205 circa.

## Galleria d'immagini
Le seguenti tavole e didascalie sono adattate da Bauer & Strzygowski 1905 :

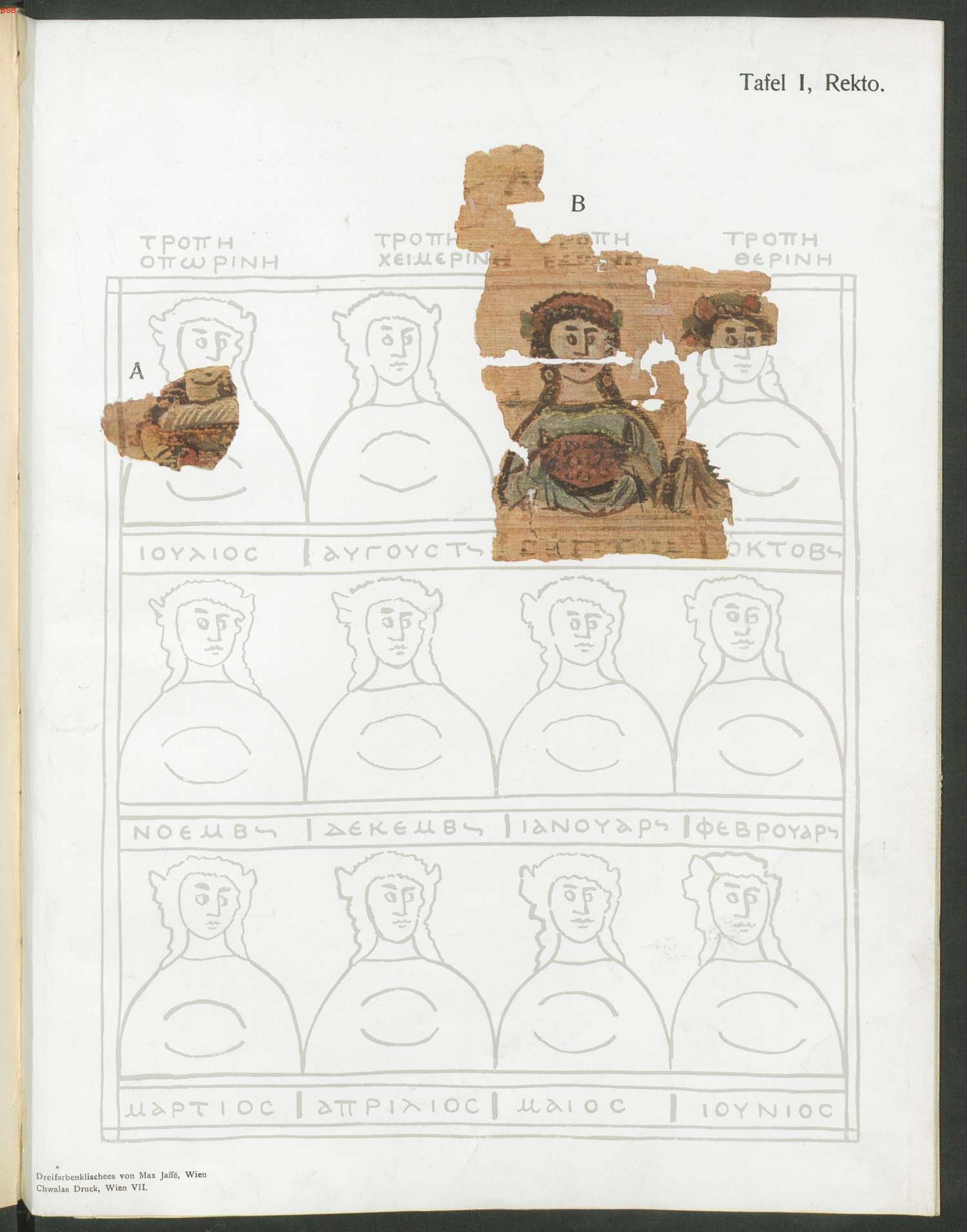
Tav. 1, recto – busti delle personificazioni dei mesi romani
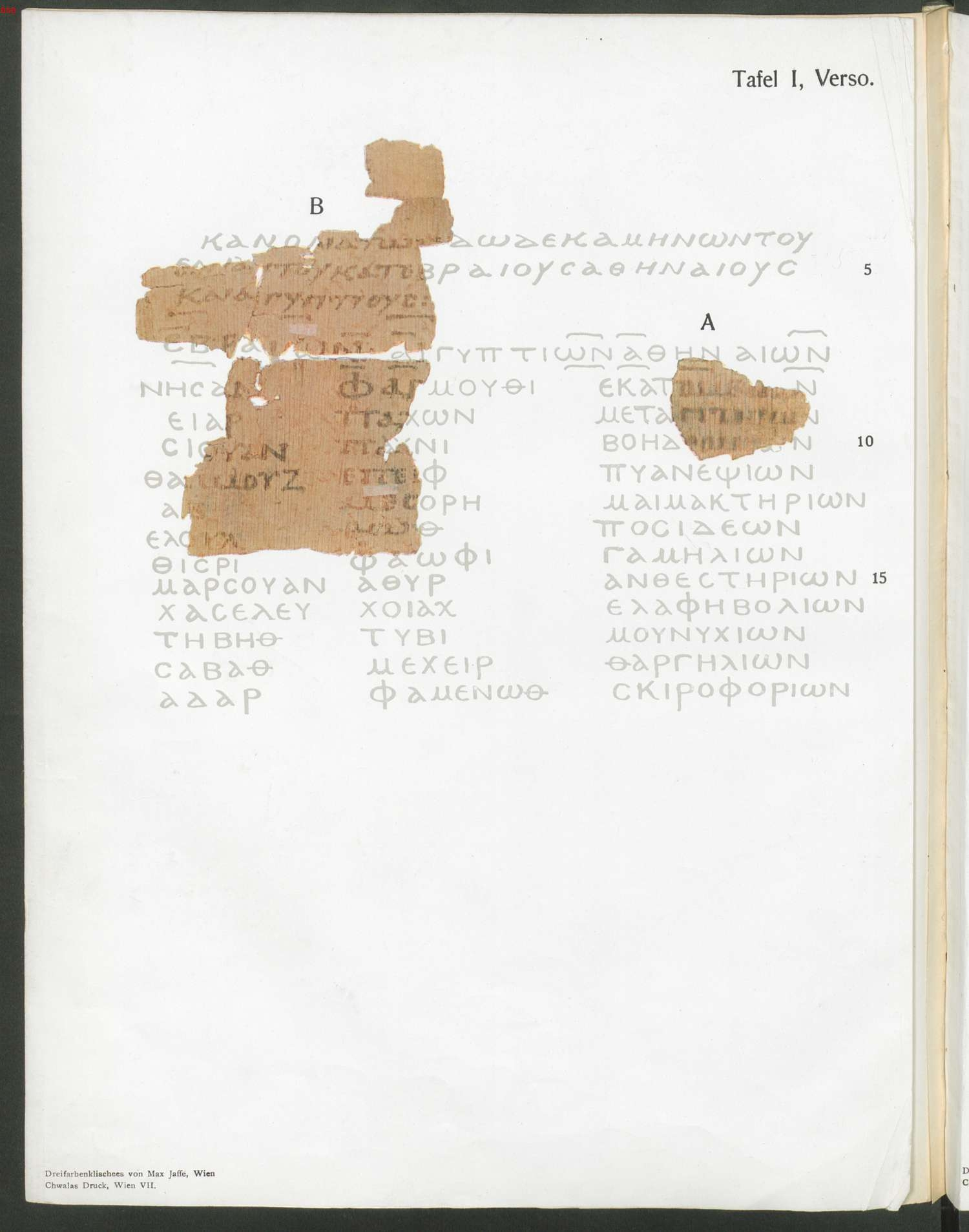
Tav. 1, verso – lista frammentaria dei mesi ebraici, egizi e ateniesi
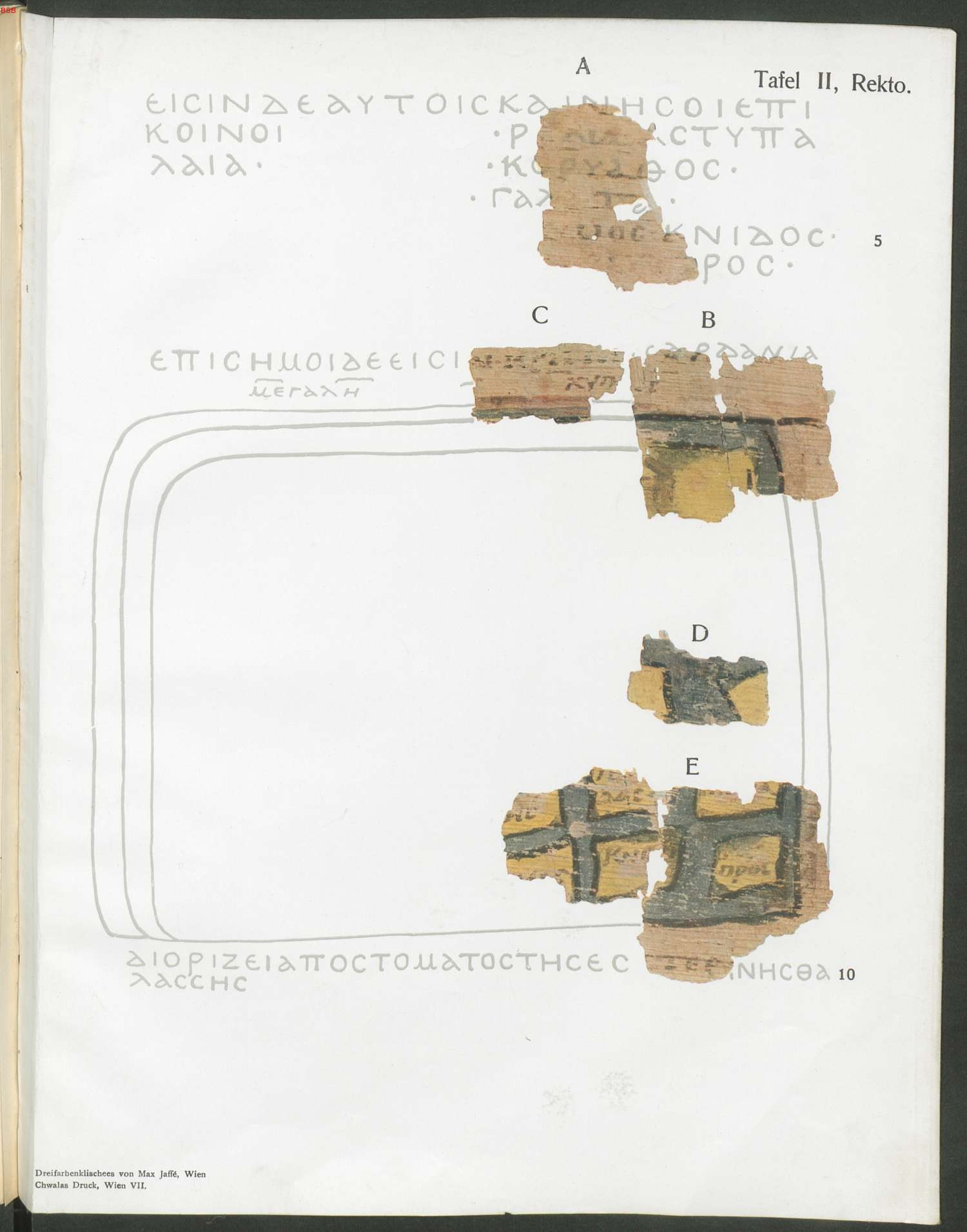
Tav. 2, recto – mappa del Mediterraneo e delle sue isole
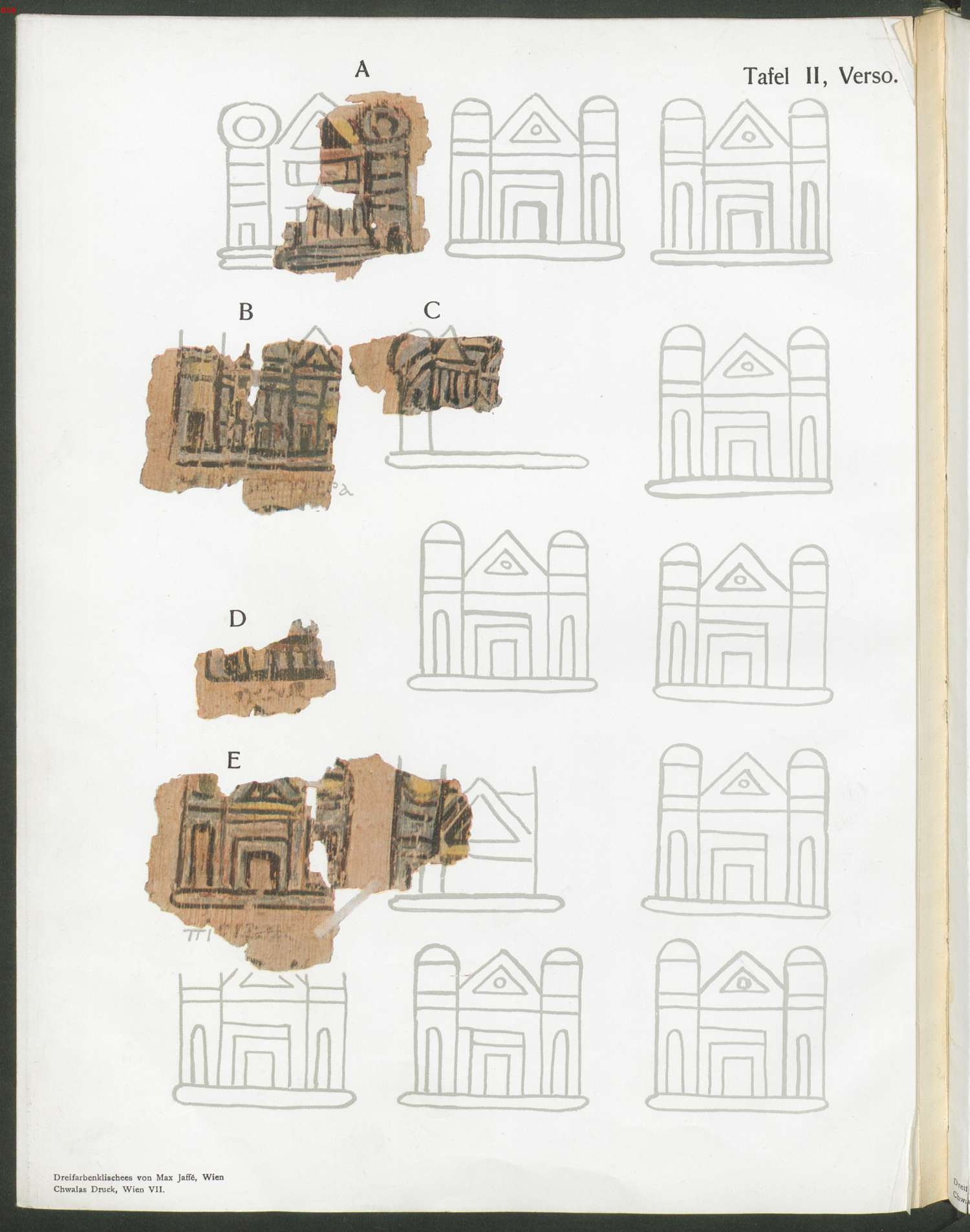
Tav. 2, verso – raffigurazione delle province dell'Asia Minore
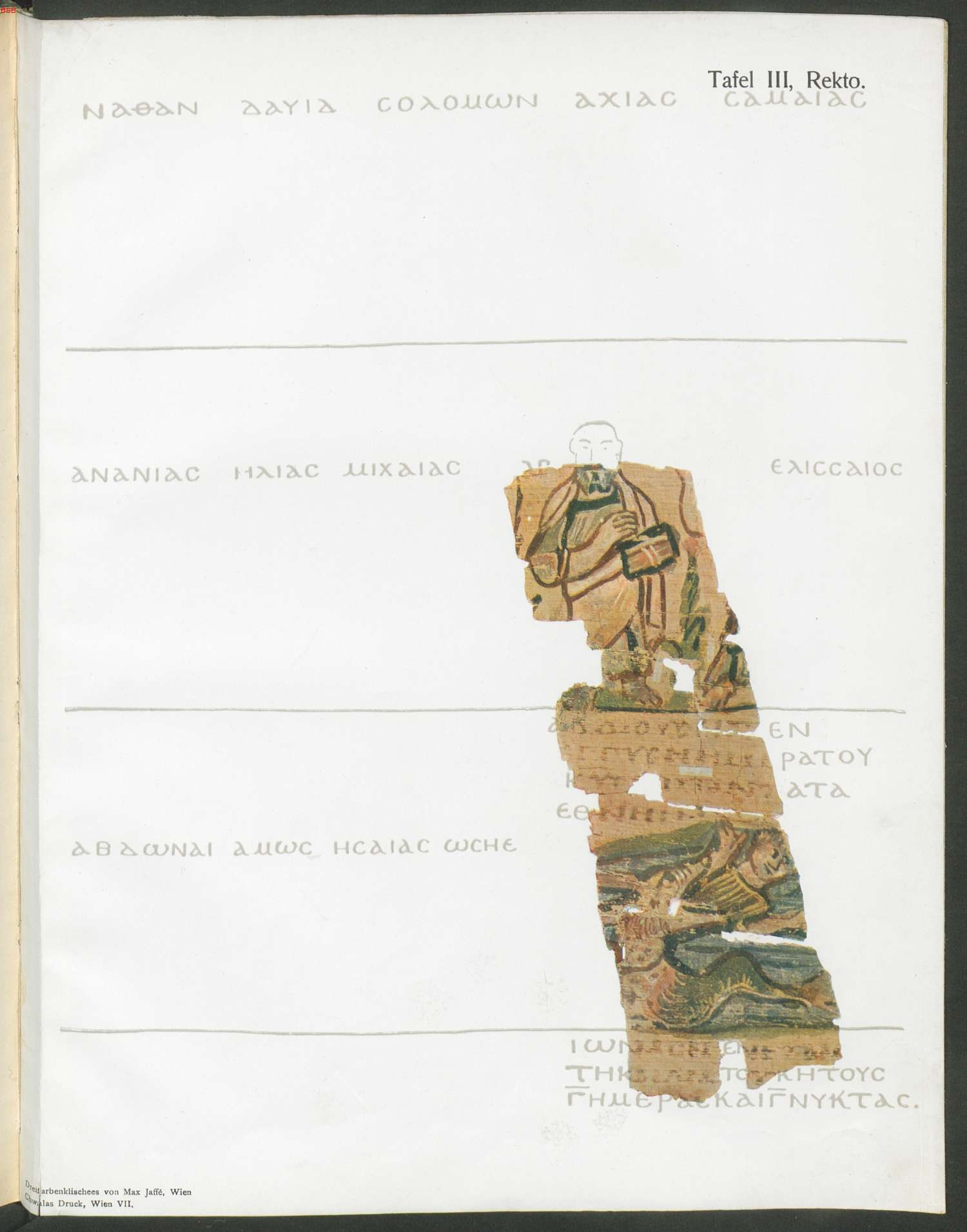
Tav. 3, recto – raffigurazioni dei profeti biblici Abdia e Giona
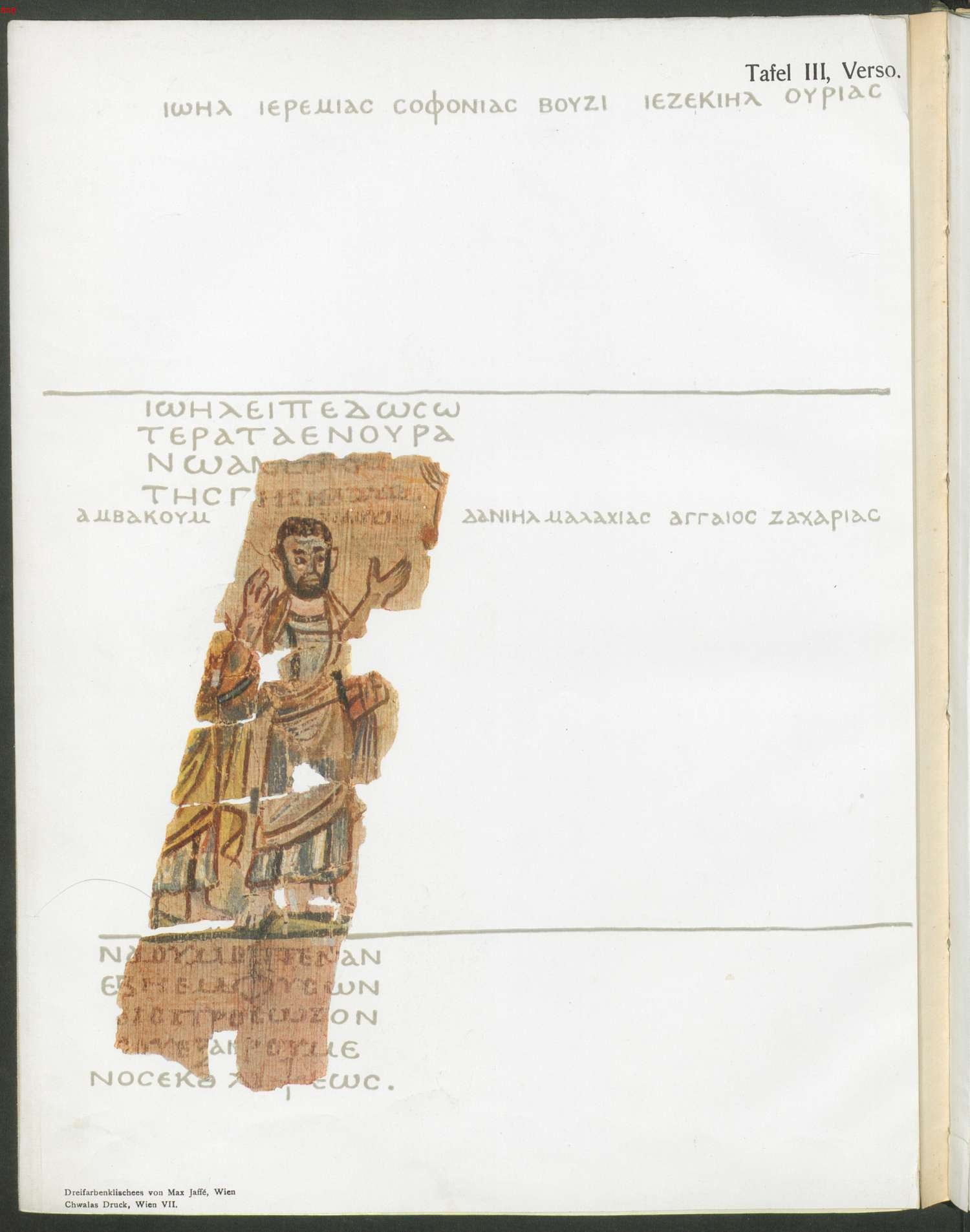
Tav. 3, verso – raffigurazione del profeta biblico Naum
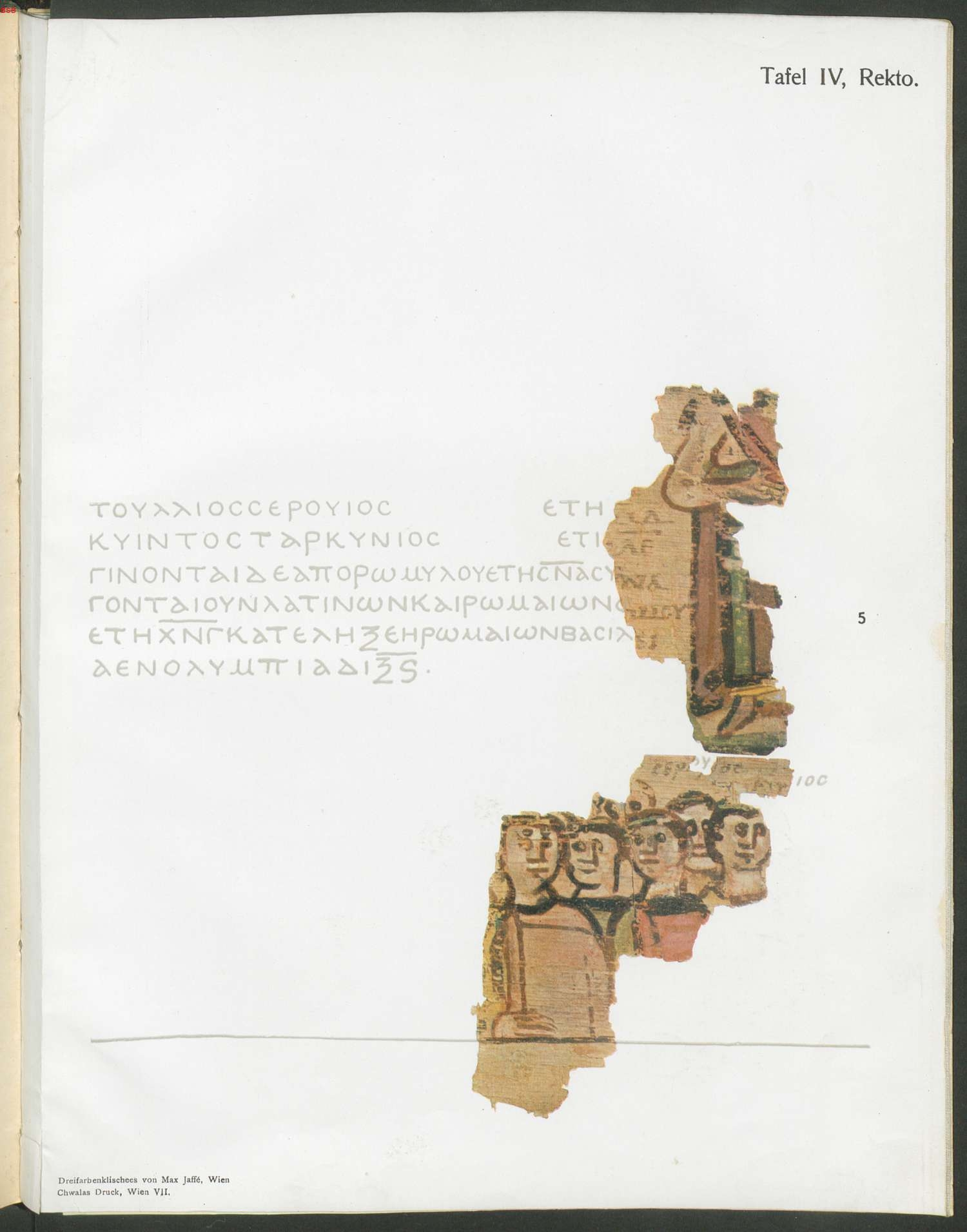
Tav. 4, recto – raffigurazioni dei Re romani
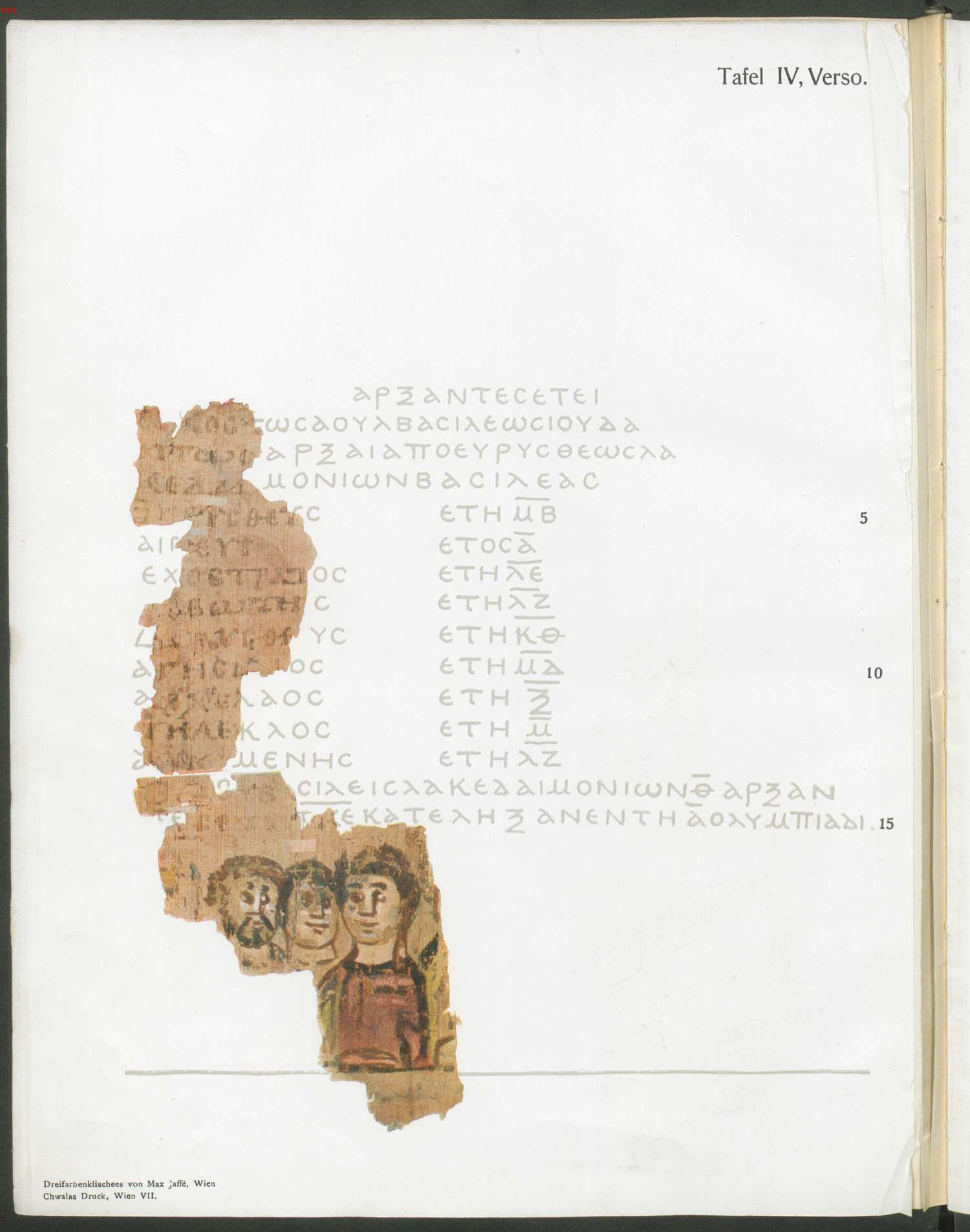
Tav. 4, verso – raffigurazioni dei Re di Sparta
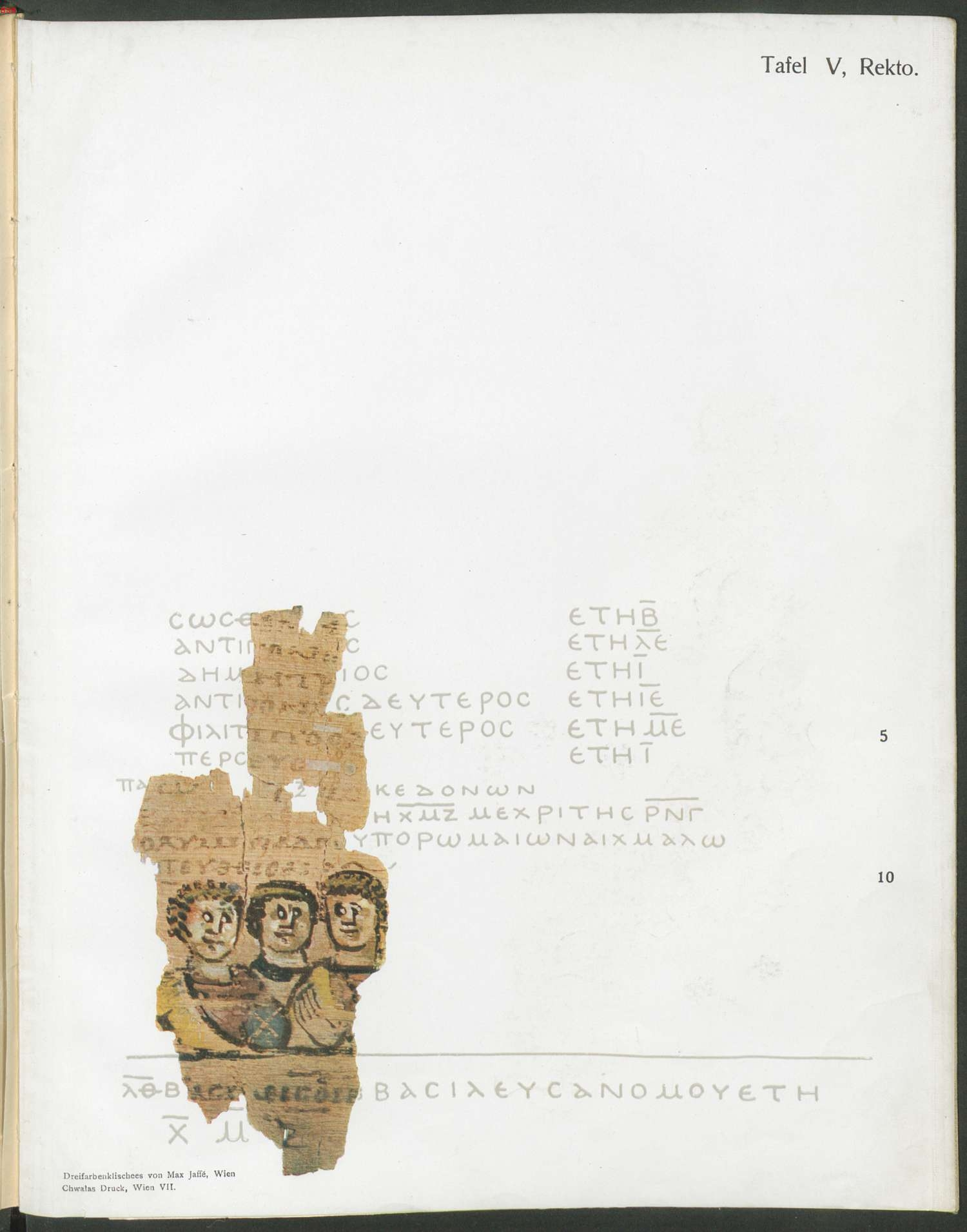
Tav. 5, recto – raffigurazioni dei Re di Macedonia
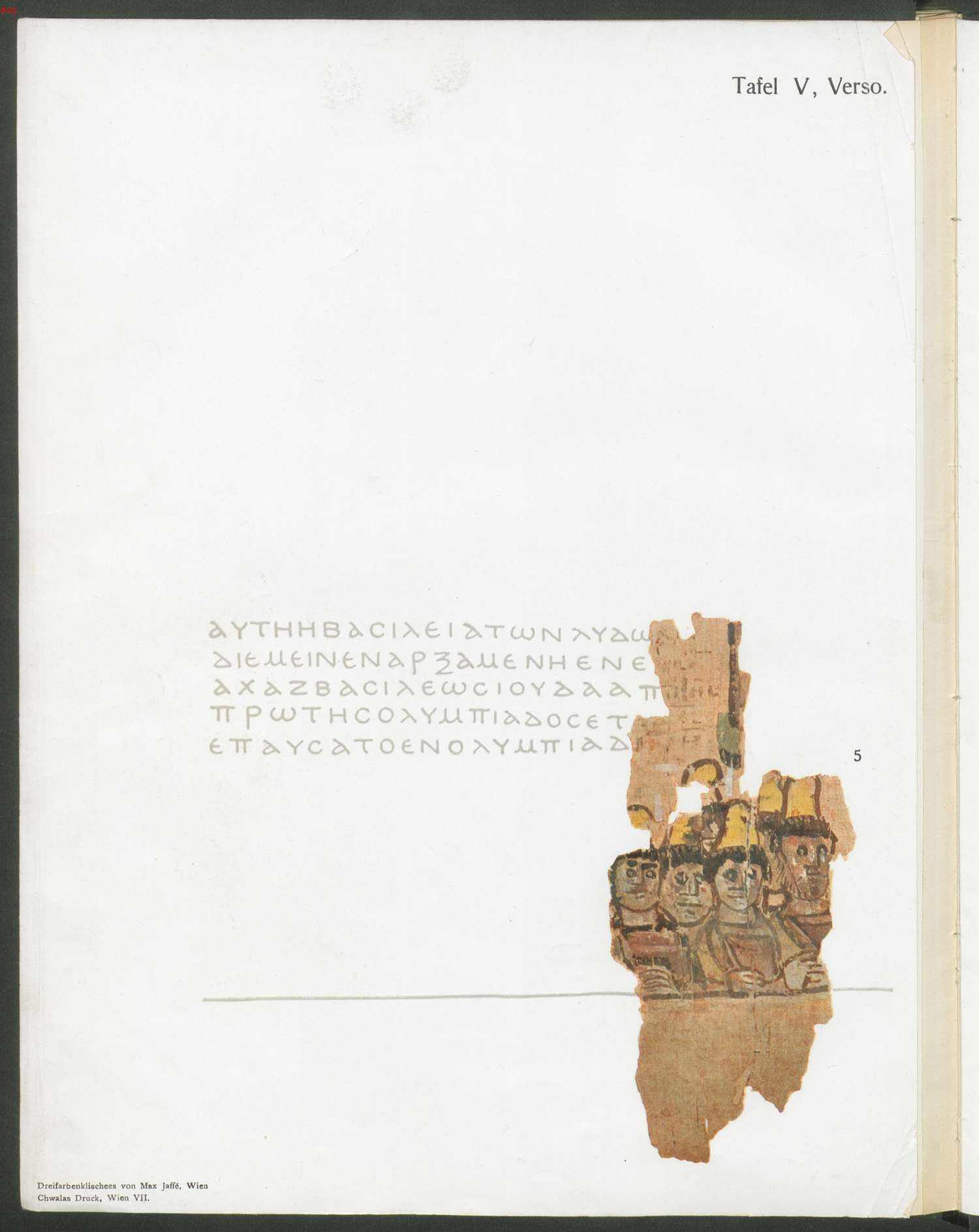
Tav. 5, verso – raffigurazioni dei Re di Lidia
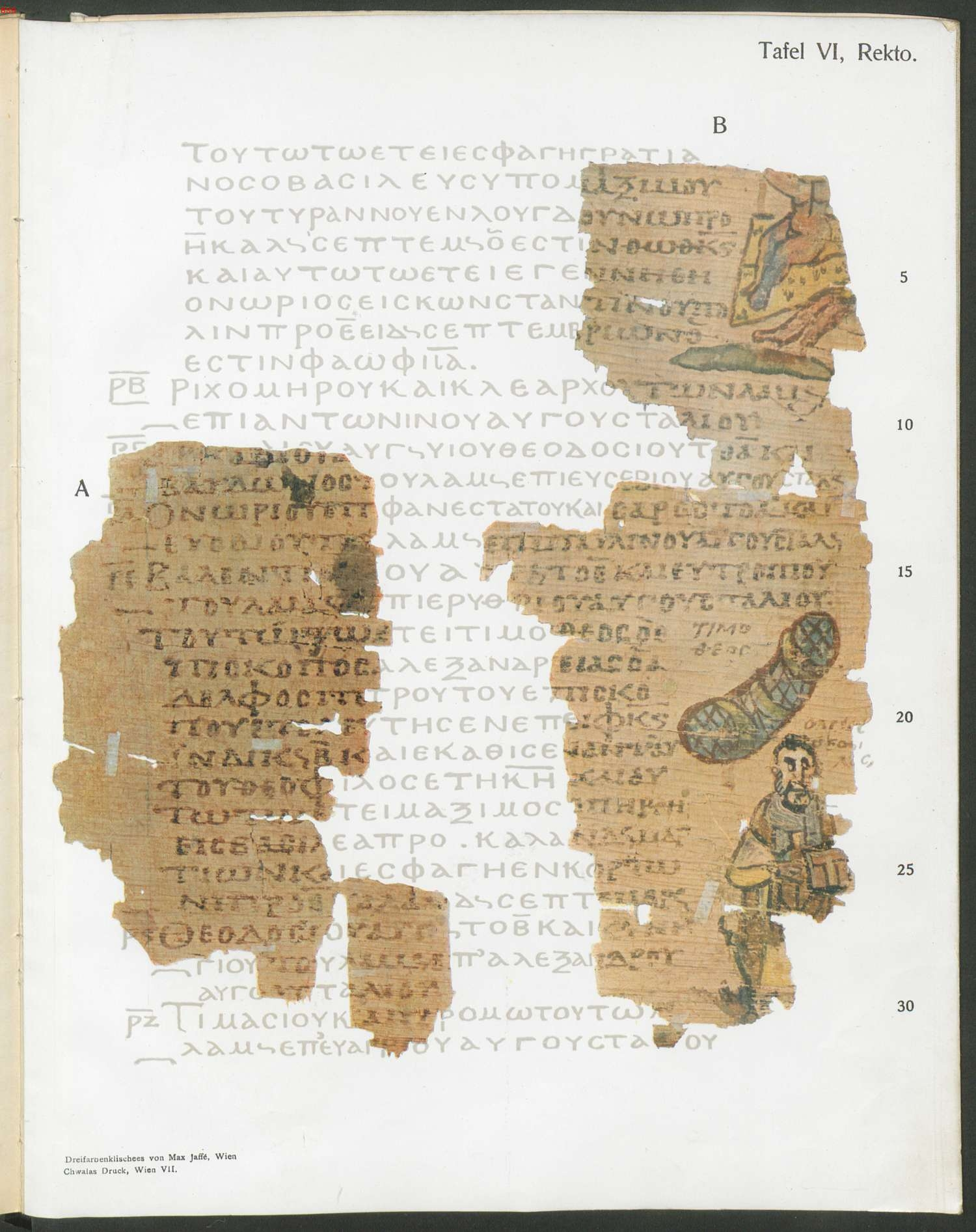
Tav. 6, recto – cronaca del 383-389. Dall'alto al basso, il neonato Onorio vicino al corpo di Magno Massimo, la mummia di papa Timoteo I, raffigurazione di papa Teofilo.
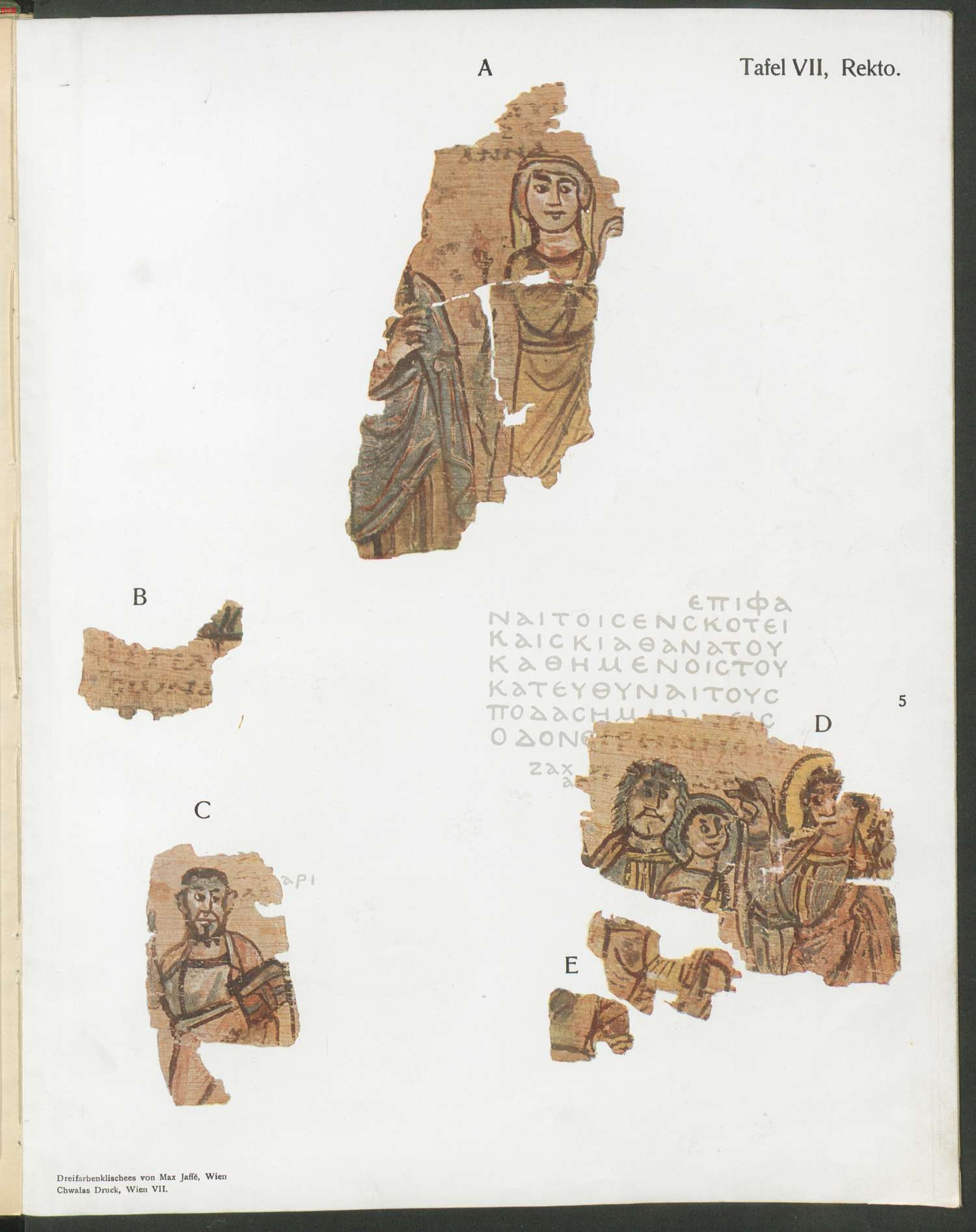
Tav. 7, recto – A: Eli e la profetessa Anna. C: il profeta Zaccaria. D+E: un angelo benedice il giovane Giovanni Battista tra le braccia di Zaccaria.
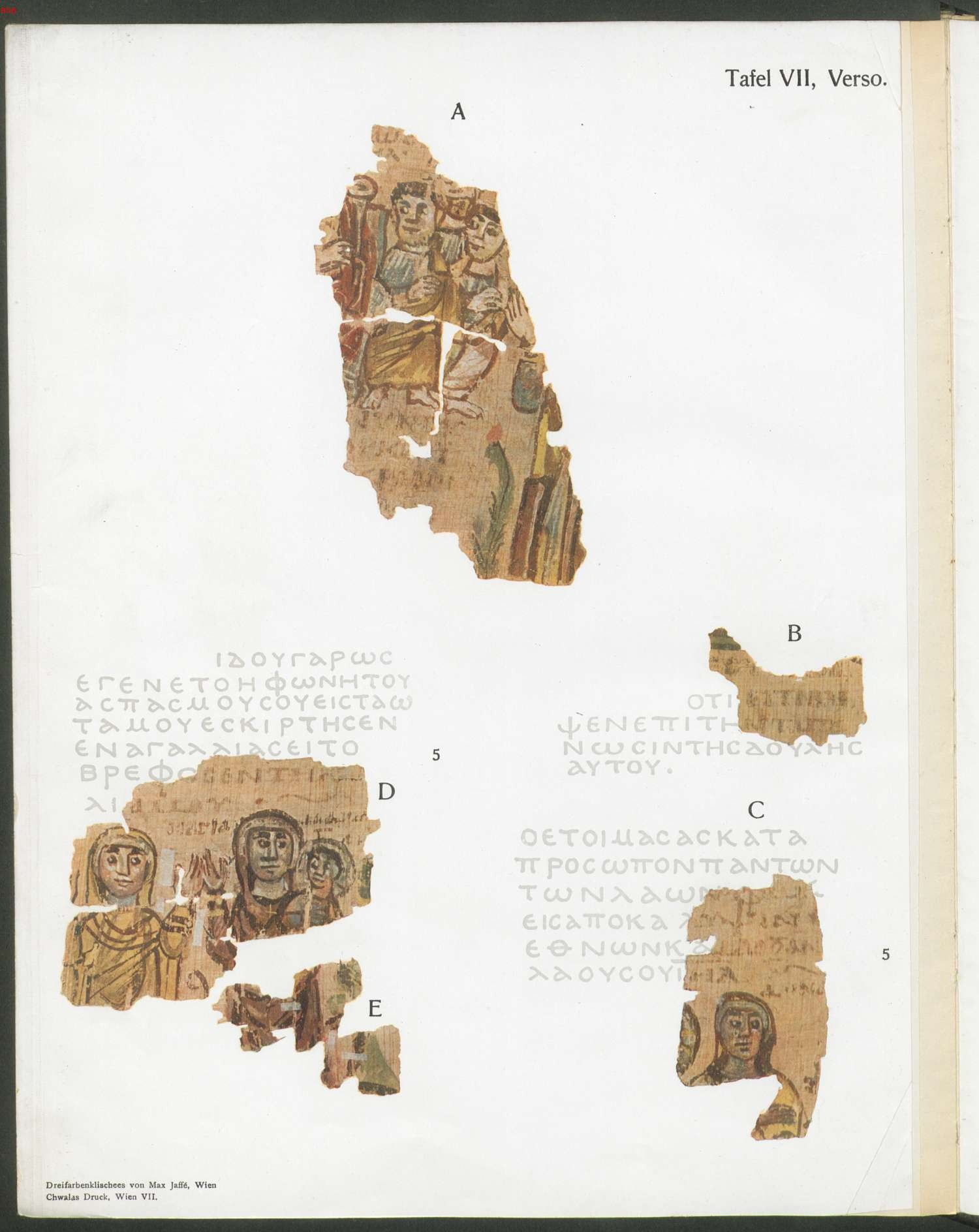
Tav. 7, verso – A: Samuele in trono vicino a Davide. C: la profetessa Anna. D+E: Elisabetta vicino a Maria e Gesù bambino.
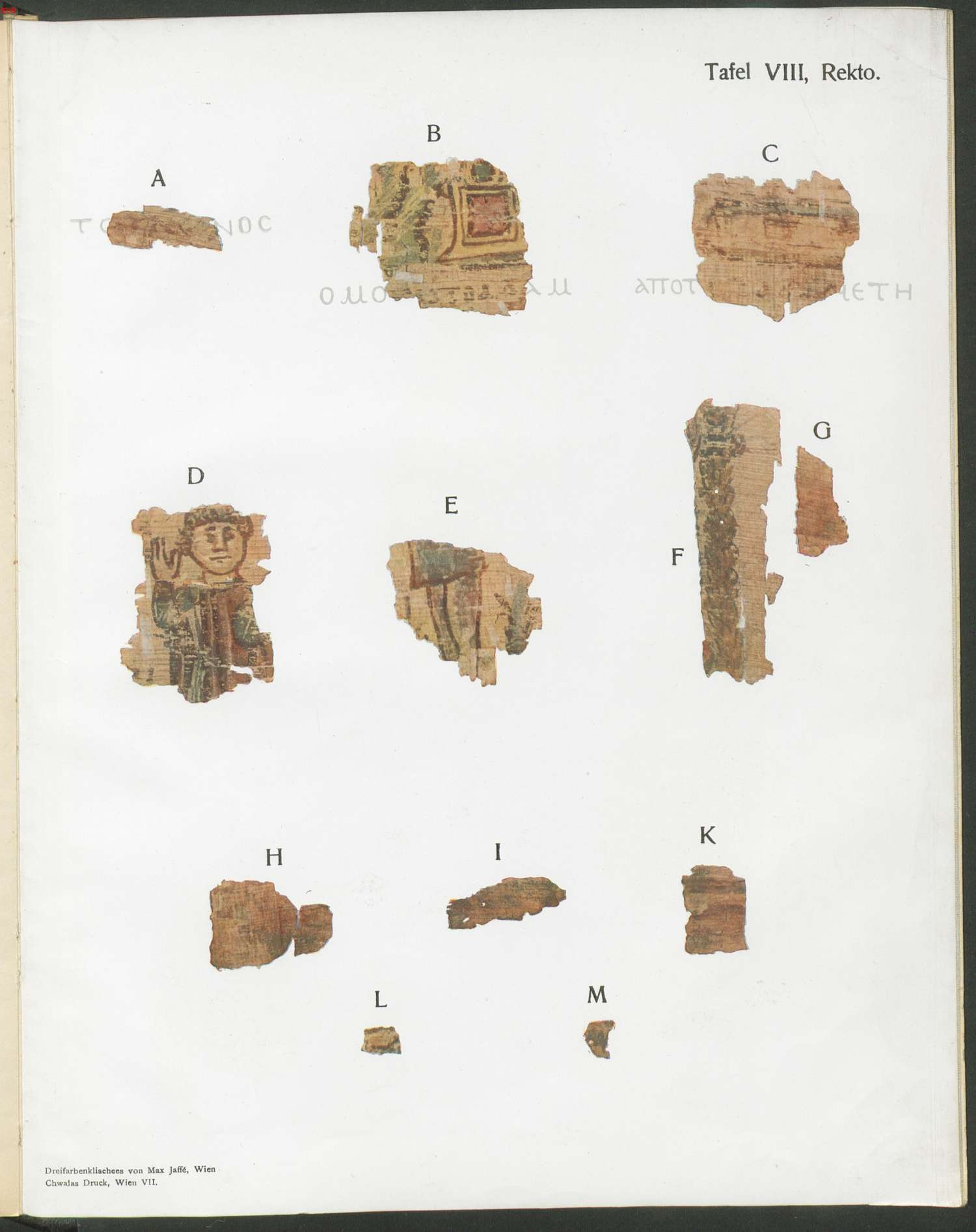
Tav. 8, recto – A, C, H-M: indefinito. B: un altare D: sovrano sconosciuto. E: indumenti di figure maschili. F+G: albero di palma o colonna.
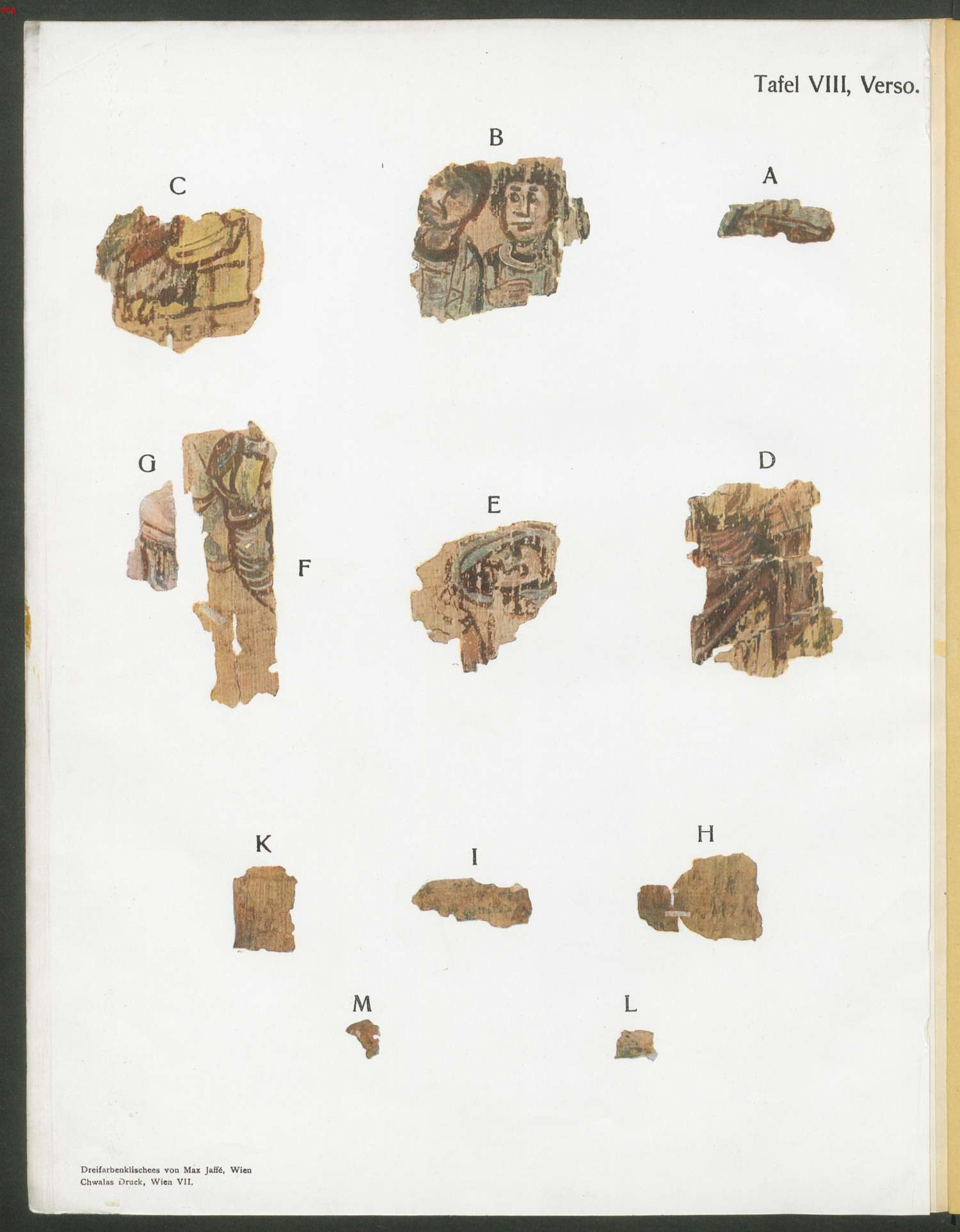
Tav. 8, verso – A: frammento simile ai busti dei mesi. B: due uomini sconosciuti C: Maria con Gesù in grembo D: santo sconosciuto E: testa di Giovanni Battista F-M: indefinito.